# Clase Skate
La Clase Skate fue la primera integrada por submarinos de propulsión nuclear de la Marina de los Estados Unidos. Fue muy similar a la Clase Tang en todo, excepto en sus plantas de propulsión, que se basó en el prototipo operativo USS Nautilus. Los cuatro miembros de la clase Skate volvieron a introducir los tubos de torpedos de popa al contrario que en el Nautilus. Aunque se encuentra entre los submarinos de ataque de propulsión nuclear más pequeños jamás construidos, la Clase Skate sirvió durante muchos años, y el último fue desmantelado en 1989. El USS Skate fue el primer submarino en emerger en el Polo Norte, el 17 de marzo de 1959.
El Skate y el Sargo estaban equipados con el reactor S3W, mientras que el Swordfish y el Seadragon también tenían el reactor S3W, pero en la planta del reactor S4W tenían la misma maquinaria en distinta disposición.

## Antecedentes
A las 11:00 el 17 de enero de 1955, el primer submarino nuclear del mundo, el USS Nautilus (SSN-571), se hizo a la mar por primera vez y transmitió el mensaje histórico: "Underway on nuclear power". ("En marcha con la energía nuclear"), anunciando el comienzo de la era de los submarinos nucleares. Seis meses después, se inició la creación del primer proyecto en serie estadounidense del submarino nuclear, la clase Skate.

## Diseño
La clase Skate se diseñó como una de submarinos de propulsión nuclear (SSN) de producción económica de menor tamaño, siendo los únicos submarinos de ataque nuclear más compactos hasta la fecha los submarinos franceses de la clase Rubis. Los submarinos de esta clase eran más austeros que su innovador predecesor el Nautilus, cuyo alto costo había suscitado preocupación. 
El diseño comenzó antes que el Nautilus saliera al mar y demostrara las ventajas de una alta velocidad sostenida en inmersión, por lo que su velocidad de diseño era aproximadamente la velocidad máxima de la clase Tang convencional, a la que el Skate se parecía en casi todos los aspectos, excepto en la propulsión. Su reactor S3W era una versión reducida del reactor S2W del Nautilus con aproximadamente la mitad de la potencia de salida. Fue conocido como SFR (Submarine Fleet Reactor, reactor de flota submarina) durante el desarrollo. Una versión ligeramente modificada conocida como S4W impulsó el segundo par de submarinos de clase Skate. Desafortunadamente, reducir el tamaño del reactor no redujo proporcionalmente el peso del blindaje del reactor, y finalmente se hizo evidente que una reducción de tamaño adicional no era práctica. A fines de la década de 1950 se esperaba que el programa de aeronaves de propulsión nuclear desarrollara reactores adecuados para los submarinos de ataque muy pequeños, pero el programa no tuvo éxito. A lo largo de los años, los cuatro submarinos fueron equipados con reactores más modernos tipo S5W.
El armamento era el mismo que el de los Tang, ocho tubos de torpedo de 21 pulgadas (533 mm), seis en proa y dos a popa. Como los Tangs, los tubos de popa no disponía de sistema de eyección, y solo podían usarse con torpedos que pudieran salir por si mismo como el torpedo Mark 37 ASW.

### Desarrollo futuro
Aunque el diseño era un gran avance respecto a los modelos americanos de la Segunda Guerra Mundial, el rápido desarrollo de la tecnología de submarinos dejó atrás el que en su día fue un innovador diseño. La Marina de los EE. UU. ordenó, en los dos siguientes años el USS Skipjack (SSN-585) y el USS Triton (SSRN-586). El Triton, no resultó ser práctico, no se continuó en forma de unidades posteriores del mismo diseño, pero el Skipjack que recogía la experiencia del Albacore resultó más prometedor. La búsqueda de una alta velocidad sumergida y un sónar mejor llevaron a las clases posteriores Skipjack y Thresher a convertirse en el modelo para proseguir el desarrollo. y una de las estructuras submarinas estadounidenses más importantes durante la Guerra Fría.

### Navegación bajo el hielo
La búsqueda de una alta velocidad condicionó que los nuevos submarino dispusieran de una única hélice, mientras que los Skate disponían de dos hélices. Ésta duplicidad de hélice daba redundancia al sistema e hizo que durante mucho tiempo fueran los únicos, junto a los Nautilus, en navegar bajo el hielo, y así llegar al Polo Norte.

## Servicio activo
El Skate hizo historia como el primer submarino en emerger en el Polo Norte, el 17 de marzo de 1959. Se intentó en una ocasión en 1958 pero no tuvo éxito porque no se dio con un punto para que el submarino emergiera cerca del Polo. Las clases Sargo y el Seadragon también realizaron importantes operaciones polares en sus carreras. Esta clase fue la más adecuada para los intentos de romper el hielo hasta que la clase Sturgeon, con timones de profundidad que podían rotarse verticalmente, entró en servicio a partir de 1967. Después de 25 a 30 años de servicio, principalmente en Pearl Harbor, la clase fue retirada en la década de 1980 y eliminado a través del Programa de Reciclaje de Buques y Submarinos nucleares de la Marina.

## Miembros de la clase
| Nombre    | Número  | Astillero                  | Puesta de quilla      | Botado                | Entrada en servicio      | Dado de baja             | observaciones                |
| --------- | ------- | -------------------------- | --------------------- | --------------------- | ------------------------ | ------------------------ | ---------------------------- |
| Skate     | SSN-578 | Electric Boat              | 21 de julio de 1955   | 16 de mayo de 1957    | 23 de diciembre de 1957  | 12 de septiembre de 1986 | Reciclado marzo de 1995      |
| Swordfish | SSN-579 | Portsmouth Naval Shipyard  | 25 de enero de 1956   | 27 de agosto de 1957  | 15 de septiembre de 1958 | 2 de junio de 1989       | Reciclado septiembre de 1995 |
| Sargo     | SSN-583 | Mare Island Naval Shipyard | 21 de febrero de 1956 | 10 de octubre de 1957 | 1 de octubre de 1958     | 21 de abril de 1988      | Reciclado abril de 1995      |
| Seadragon | SSN-584 | Portsmouth Naval Shipyard  | 20 de junio de 1956   | 16 de agosto de 1958  | 5 de diciembre de 1959   | 12 de junio de 1984      | Reciclado septiembre de 1995 |